# Hollywood (Alabama)
Hollywood – miasto w Stanach Zjednoczonych, w stanie Alabama, w hrabstwie Jackson. W roku 2023 miasto zamieszkiwało 928 osób, a gęstość zaludnienia wynosiła 40,2 osoby/km².